# فيرنر هيدغدورن
فيرنر هيدغدورن (بالألمانية: Werner Hagedorn)‏ هو جراح وطبيب ألماني، ولد في 2 يوليو 1831 في Westhausen ‏ في ألمانيا، وتوفي في 9 يونيو 1894 في ماغديبورغ في ألمانيا.